# Lycenchelys plicifera
Lycenchelys plicifera är en fiskart som beskrevs av Andriashev, 1955. Lycenchelys plicifera ingår i släktet Lycenchelys och familjen tånglakefiskar. Inga underarter finns listade i Catalogue of Life.